# スティーブン・ステイナー誘拐事件
スティーブン・ステイナー誘拐事件（スティーブン・ステイナーゆうかいじけん、Steven Stayner kidnapping）は、1972年にアメリカ合衆国のカリフォルニア州マーセドで起こった誘拐事件。
7歳の少年スティーブン・ステイナーが中年男に連れ去られ、性的虐待を受け続けたが、7年後に自力で生還した。その際、同じ犯人が新たに誘拐した少年ティミー・ホワイトを救い出したため、一躍全米のヒーローとなった。
スティーブンはその後結婚し、子供もできたが、24歳のときにバイク事故で死亡した。助けられたティミーも35歳で病死、また、スティーブンの叔父が何者かに射殺、さらに兄が連続殺人を犯して逮捕と、ステイナー家の周辺に数奇な事件が続き、何度も取りざたされた。

## 事件の概要
スティーブンが7歳だった1972年12月4日、学校帰りに犯人のケネス・パーネルに「教会への寄付をお母さんにお願いしたいから家に連れていってほしい」と声をかけられ、ケネスの車に同乗、そのまま郊外にあるケネスの家に連れ去られた。ケネスはスティーブンに「経済的理由で両親は少年を育てられなくなり、自分が預かった」と嘘をついて家に留め置き、強姦した。捜索の手が近づきそうになるたびに引っ越し、そのつど親子のふりをしては偽名で学校にも通わせた。スティーブンはケネスに対する恐怖と「両親に捨てられた」というケネスの嘘のせいで行き場を失い、逃げ出すことができなかった。
スティーブンが成長して14歳になると、ケネスは新たな幼児を手に入れるため、5歳の少年ティミーを誘拐した。それを見て、スティーブンは自分が誘拐され騙されていたことに気づき、ケネスがホテルの夜警の仕事に出た際に、ティミーを連れて逃走した。ティミーを警察に預け、自分は逃げるつもりだったが、見とがめられ、7年前に誘拐された被害者であることを告白した。ケネスは逮捕されたが、当時まだこうした事件に対応する厳罰がなく、5年の服役で出所した。

## 犯人
犯人のケネス・パーネルは、スティーブン少年を誘拐した当時、ヨセミテ国立公園にあるロッジの夜警をしていた41歳の男だった。テキサス州生まれだが、6歳のときに父親が家族を捨てたため母親と異父兄弟とともにカリフォルニアで育った。幼少期は少年院を出たり入ったりの生活で、この当時、彼自身も13歳で性的虐待を受けたと発言している。
20歳のときに男児への性犯罪で逮捕され、4年の刑を受けた 。30歳のときには強盗で逮捕されている。
3度の結婚も経験しており、子供もいた。誘拐事件後も女を自宅に連れ込み、9歳になった少年に相手をさせたりもした。
二つの誘拐事件で1980年に逮捕され、1987年に出所した。
72歳になった2003年に4歳の男児を買おうとした罪で再び逮捕され、25年の懲役刑を受け、2008年に76歳で獄中で老衰のため死亡した。

## 生還後のスティーブン
無事両親のもとに帰り、兄と妹たちと暮らし始めたが、苦悩は大きかった。ケネスといた7年間は、食事もおろそかで酒も煙草も自由といったすさんだ生活をしていたため、家庭内の基本的なルールが守れず家族とぶつかることも多かった。性犯罪がからんでいたことから、それを理由に学校でからかわれることもあり、自暴自棄になることもあった。
一方で、ティミー少年を救ったヒーローとして新聞やテレビの取材が殺到し、積極的にインタビューにも応じた。事件を扱ったテレビのシリーズ番組も作られ、取材協力費としてまとまった金額を稼ぐこともできた。同番組タイトルの「I Know My First Name is Steven」は、警察で誘拐被害者であることを初めて告げたときに彼が発した言葉だった。
20歳で17歳の女性と結婚し、二人の子をもうけた。宅配ピザの配達人などいくつかの仕事を掛け持ちして働いていたが、仕事帰りにバイクで車と接触事故を起こし、1989年9月16日に脳挫傷で亡くなった。普段から交通違反が多く、免許停止になっていたため、無免許運転だった。バイクも盗んだものだった。
2010年、ティミーを救ったスティーブンの勇気ある行動を称えるため、二人の銅像が建てられた。

## 兄による連続殺人
1999年に、スティーブンの4つ年上の兄のケイリー（当時35歳）が4人の女性の連続殺人で逮捕された。被害者のうち3人はヨセミテ国立公園の観光客で、ケイリーが雑用係として働いていたロッジに泊まっていた。3人のうち2人は行方不明になってから3週間後に山の中で発見された車のトランクの中から焼死体で見つかった。一人も別の場所で遺体が見つかり、レイプされたあと喉を切られて殺されていた。その4か月後、今度はヨセミテに住むナチュラリストの女性の死体が近くの川で見つかった。指紋などからケイリーが逮捕され、最初の3人の殺人も認めた。2002年に死刑宣告がなされ、現在収監中である。
ケイリーは、7歳のころから女性を殺したいというファンタジーを持っていたと告白した。また、弟が誘拐されてから両親は弟のことばかり考えては毎日泣き暮れていて、寂しい思いをしていたこと、少年時代に一時一緒に暮らしていた叔父に性的虐待を受けたこと、戻ってきた弟がスター扱いされることに嫉妬していたことなどを明らかにした。約20年前に何者かに銃殺された叔父の事件についても、ケイリーの加担が疑われている。